# Polythene Pam
Pistes de Abbey Road
Mean Mr. Mustard She Came In Through the Bathroom Window
Polythene Pam est une chanson du groupe britannique les Beatles. Elle a été écrite par John Lennon, mais créditée Lennon/McCartney. Elle apparaît sur l’album Abbey Road sorti en 1969. Elle constitue le quatrième titre du fameux medley sur la face B du 33 tours original.

## Genèse de la chanson
Bien que John n’ait jamais donné de détails sur l’origine de la chanson, il déclara en 1980 : « Polythene Pam vient du souvenir d'une femme, à Jersey, et d'un homme, qui était l'équivalent anglais de Allen Ginsberg ».
John Lennon fut en fait inspiré pour cette chanson de trois personnes qu’il a connues. Le nom « Polythene Pam » vient de Pat Hodgett, une fan des Beatles qui était surnommée Polythene Pat à cause de son habitude de manger du polyéthylène. Quant à l’« équivalent anglais de Allen Ginsberg », il s’avéra être Royston Ellis, un jeune écrivain qui rencontra les Beatles pour la première fois en 1960, lorsqu’il fut invité à lire ses poèmes à l’université de Liverpool. En fait, Ellis a été la première personne à faire découvrir la drogue aux Beatles, lorsqu’il leur montra comment se défoncer à partir des bandes qui couvrent l’intérieur d’un inhalateur à benzédrine. Le « souvenir d’une femme » dont parle John se trouve être la petite amie d’Ellis, Stephanie.
Une démo de Polythene Pam enregistrée à Kinfauns, la maison de George Harrison, est présente sur la compilation Anthology 3.

## Enregistrement de la chanson
Polythene Pam fut enregistrée le 25 juillet 1969 aux studios Abbey Road, en compagnie de She Came in Through the Bathroom Window de Paul McCartney. En ce sens, c’est la seule fois, avec A Day in the Life sur l’album Sgt. Pepper’s Lonely Hearts Club Band, qu’une composition entièrement de Lennon et une autre entièrement de McCartney furent enregistrées ensemble, d’une seule traite. 39 prises furent enregistrées ce jour-là. Les 29 et 30 juillet, des overdubs furent ajoutés à la prise 39, pour donner la prise 40. La liaison entre les deux titres, une descente harmonique allant de mi jusqu’au la est ponctuée d’un Oooh look out! lancé par John Lennon.

## Reprises par d’autres artistes
Elle a été reprise par les Bee Gees et Peter Frampton dans le film Sgt. Pepper’s Lonely Hearts Club Band. Elle fut également interprétée par Roy Wood pour la bande originale du film All This and World War II.
Status Quo reprend le riff d'ouverture pour leur morceau All Stand Up (Never Say Never) sur l'album Heavy Traffic.

## Personnel
- John Lennon – chant, guitare acoustique
- Paul McCartney – chœurs, basse
- George Harrison – chœurs, guitare électrique
- Ringo Starr – batterie, tambourin